# 鳥越神社
鳥越神社（とりこえじんじゃ）は、東京都台東区鳥越にある神社。白雉2年（651年）、日本武尊を祀って白鳥神社と称したのに始まるとされ、前九年の役のおり源頼義、源義家がこの地を訪れ鳥越大明神と改めたと伝えられている。
例大祭に出る千貫神輿は都内最大級といわれる。例大祭（鳥越祭、鳥越まつり）は、例年6月に開催される。

## 祭神
- 主祭神 日本武尊
- 合祀 天児屋根命 - 仁明天皇の御代に武蔵国司となった藤原氏が、祖神を合祀した。
- 合祀 東照宮公 - 徳川家康を祀っていた松平神社（現在の蔵前4丁目16番付近）が関東大震災で焼失したため当社に合祀された。

## 歴史
景行天皇の御代に、この地に日本武尊が良き斎庭と定めて皇祖二柱の大御神を祀った。その後、白鳥村とよばれたこの地に白雉2年（651年）、村民が「白鳥明神」として奉祀したのが由緒とされる。
前九年の役征圧のため源頼義、義家父子がこの地を通った際、白い鳥が飛ぶのを見て浅瀬を知り、大川（隅田川）を渡ることができた。それを白鳥明神の加護と称え、鳥越大明神の社号を奉った。
江戸時代までにここには三社の神社が成り、一帯の約2万坪の広大な敷地を所領していた。元和6年（1620年）、江戸幕府が全国の天領からの米を収蔵するため、隅田川沿いに蔵（浅草御蔵）を造営することとし、この埋め立て用に大明神のある鳥越山を切り崩すことになり、土地を没収されてしまった。さらに、大明神の北側にあった姫ヶ池も鳥越山からの客土で埋め立てられ、大名屋敷などの御用地とされた。
三社のうち熱田神社は今戸へ、第六天榊神社 は森田町（現・蔵前3丁目）に遷され、残った大明神が現在の鳥越神社である。
氏子を務めていた演劇評論家の安藤鶴夫によれば、昭和20年8月、太平洋戦争敗戦を知った時の宮司が、出征兵士を送り出した社として責任を感じ、境内で壮烈な割腹を行なったという。

## 祭礼
- 1月8日 とんど焼が行なわれる。
- 6月9日に近い土曜日・日曜日 例大祭

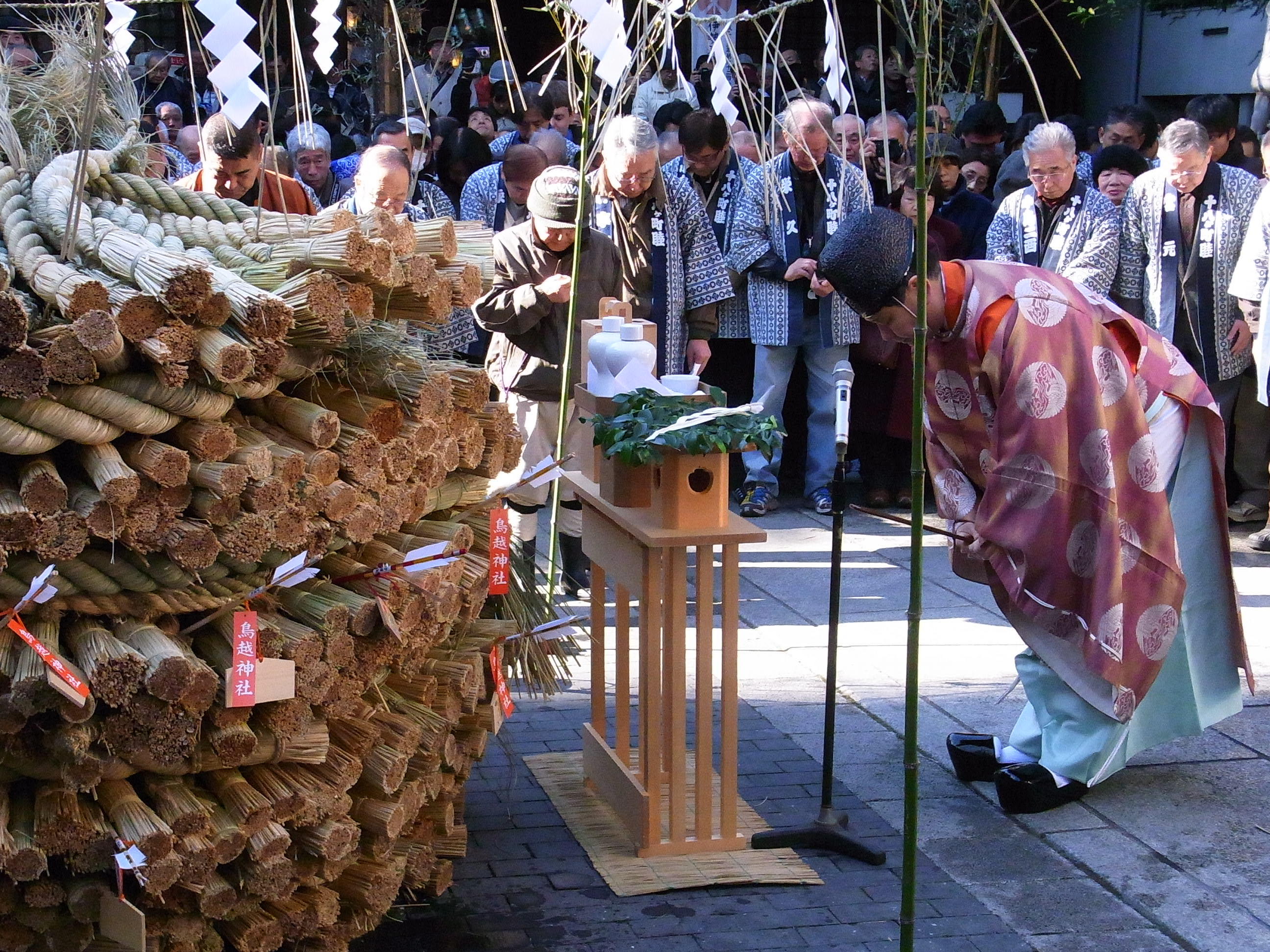
鳥越神社とんど焼

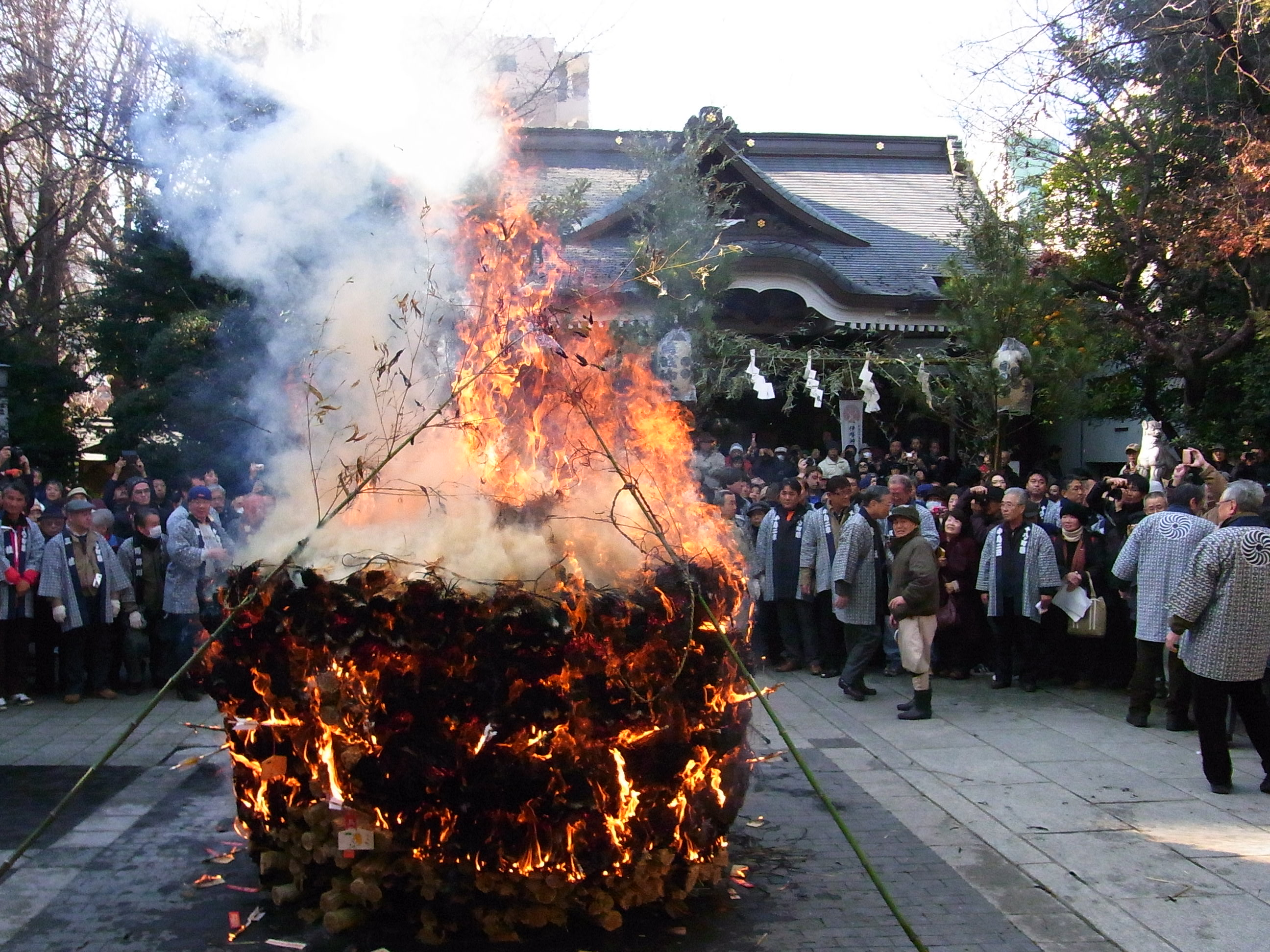
鳥越神社とんど焼

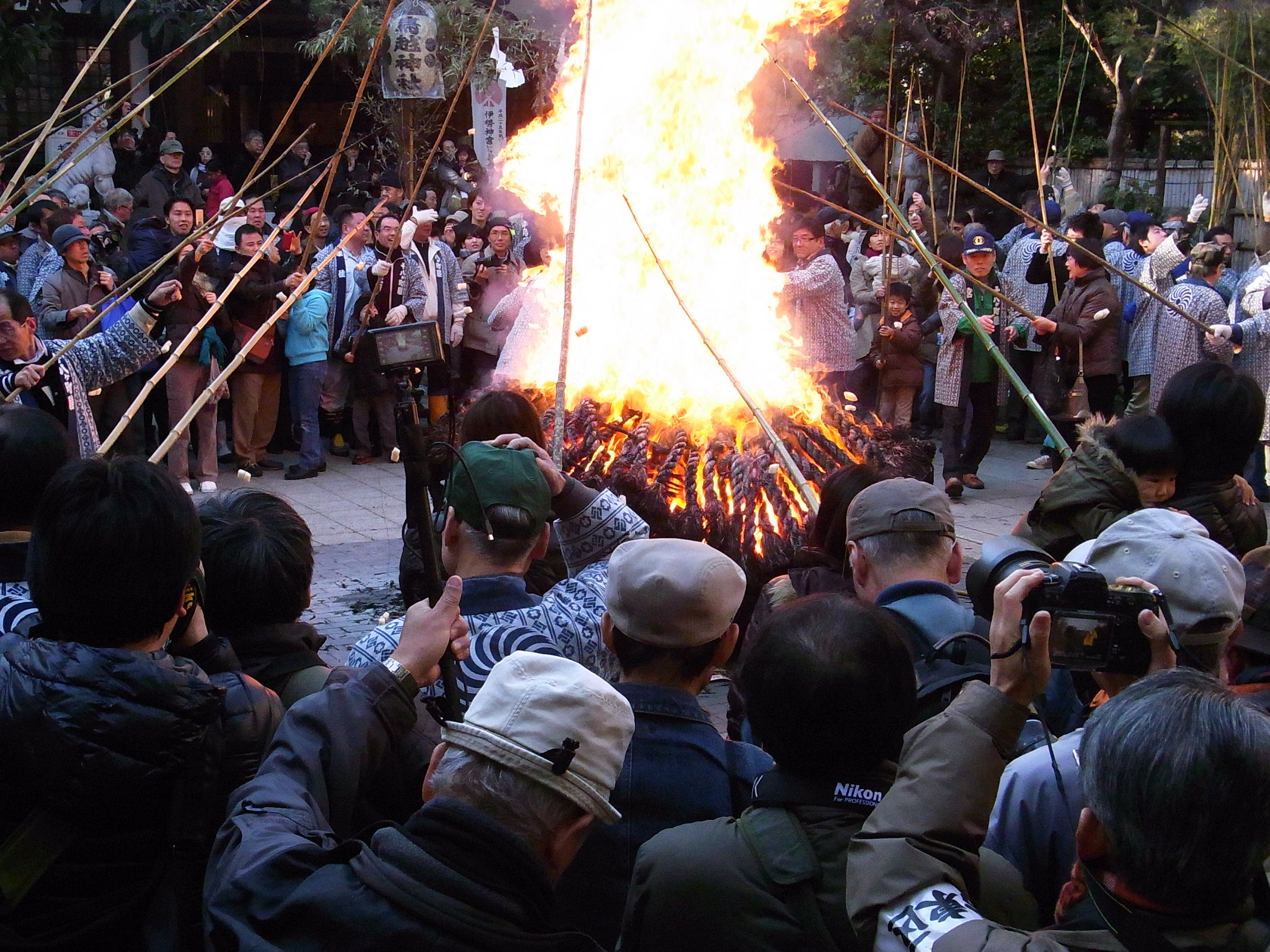
鳥越神社とんど焼

- 6月30日 悪疫払いの「茅の輪くぐり」（夏越の大祓）
- 7月1日 品川沖まで船を出して紙の人形を流す「形代流し」

### 例大祭
御本社宮神輿は、台輪幅4尺3寸の元祖千貫神輿で有名。狭い下町を渡御するので、大きな胴体に比べ太く短い担ぎ棒のために担ぎ手一人の負担も大きくより重く感じるので、昭和の初めより、その重さから都内で最も重い神輿と言われていた。
- 毎年氏子により担がれ、氏子町内を渡御される神輿としては都内でも最大級で重い神輿である。

本社神輿は例年、日曜の朝6時50分（発輿式は6時半から）より宮出しされ、午後9時に宮入となり神社に戻る。本社神輿の列の先頭には、猿田彦（天狗）や、手古舞連、子供たちの持つ五色の旗が歩き神輿を先導し、夜8時過ぎの宮入道中では神輿の周りに提灯を付け、高張り提灯に囲まれ宮入りする。その荘厳かつ幻想的な姿により、夜祭りとしても有名で、暗闇の中を提灯の灯りがユラユラと揺れる事から、お化け神輿の別名もある。
平成9年（1997年）9月14日に、東京湾横断道路アクアラインの開通を記念し、「関東三大宮神輿」として、鳥越神社の本社神輿、富岡八幡宮（深川）の二之宮神輿と、アクアラインの千葉県側である八剱八幡神社（木更津市）の宮神輿の連合渡御が行われ、木更津の地で合同奉舁が行われた。
2019年（令和2年）以降、新型コロナウイルス感染症の影響で例大祭は縮小された。2023年（令和5年）は、4年ぶりに従来の神輿が練り歩く開催となった。

## 氏子地域
いずれも台東区内。
鳥越
三筋
小島
元浅草（二丁目7･10･11を除く）
松が谷一丁目1～9
寿一丁目10～14･20･21、二丁目5～8
台東一丁目1～6･13～26･32～38、二丁目1～6･11～17
蔵前四丁目18･22～29･33～37
浅草橋二丁目2･8･12の一部･13の一部･14･20～28、三丁目1～17･27～34、四丁目、五丁目
駒形一丁目2･5（旧浅草新猿屋町）
このうち駒形は「志ん猿」（しんさる）と呼ばれ2軒の氏子がおり、他の氏子地域22町会とやや離れている。江戸幕府が火除地として召し上げた鳥越神社東側の猿屋町の町民に代替地を与えて転居させたこと与えたことから、飛び地となった。千貫神輿の志ん猿への渡御は、戦後の交通戦争に伴い1958年に警察から中止要請を受けて途絶えたが、2022年に復活することになった。

## 所在地
- 東京都台東区鳥越2-4-1

### 交通
- 蔵前駅から徒歩
- 新御徒町駅および浅草橋駅から台東区循環バス「南めぐりん」
- 浅草駅および田原町駅から台東区循環バス「ぐるーりめぐりん」

## 参照
1. 1 2 3  東京都神社庁.
2. 1 2 3 4  65年ぶり神輿が来る！鳥越神社の飛び地・志ん猿（台東区駒形）交通戦争で中止 コロナ禍で復活『東京新聞』朝刊2022年6月8日24面（2022年7月10日閲覧）
3. 1 2  『東京都神社名鑑 』「第六天神 由緒」。現在の第六天榊神社で全国の第六天神社の総本山である。
4. ↑  『東京都神社名鑑 』「鳥越神社 由緒」
5. ↑   山と渓谷社編『カラー 日本のまつり』（山と渓谷社、1967年）78頁
6. ↑  “パンチに蹴り あちこちでケンカ発生 4年ぶり「鳥越まつり」神輿再開で参加者による騒動…原因は神輿を担ぐ順番！？”.   FNNプライムオンライン (2023年6月12日). 2023年10月2日閲覧。